# Гоемон (филм, 2009)
„Гоемон“ (на японски: 五右衛門 – Goemon) е японски филм от 2009 г., базиран на историите за живота на Ишикава Гоемон, легендарен нинджа – бандит от XVI век, който взимал пари от богатите и ги давал на бедните. Режисьор на филма е Казуаки Кирия.

## Сюжет
Внимание:  Текстът по-долу разкрива сюжета на произведението (или части от него)!
Почти успял да обедини Япония и да възцари мир, Ода Нобунага е убит от предалия го генерал Акечи Мицухиде... Тойотоми Хидейоши успява да премахне Мицухиде и като наследник на Нобунага взема властта.
Ишикава Гоемон, води безгрижен и разгулен живот. Нарича се най-добрият крадец. Тълпите го обичат, защото той краде пари от богатите и ги раздава на бедните.
При обир в дома на Мицухиде, намира синя кутия, която взема със себе си. Оказва се, че това, което се намира в нея (документи изобличаващи Хидейоши като съучастник в заговора срещу Нобунага) е желано от всички които искат да се домогнат до властта в страната.
След като Ишикава разбира за предателството на Хидейоши в душата му назрява желание за мъст, защото миналото му е дълбоко свързано със справедливия Набунага...
...Още дете, Гоемон остава сирак. Семейството му е избито от вражески самураи. Само той успява да се спаси, скрит в гората. Там за малко да изгуби живота си, нападнат от бандити, но е спасен от Нобунага. Даймио – то го приема като свой син и го прави ученик на Хатори Ханзо, който го обучава заедно с друго изоставено дете (Киригакуре Сайзо) в изкуството нинджуцу. Сайзо става и единственият истински приятел на Гоемон...
Ишикава се двоуми дали да се намеси в мръсните политически игри, като убие Хидейоши, но след като приятелят му Сайзо е екзекутиран, животът му губи смисъл и решението е взето. Изгубил надежда се изправя сам срещу всички, като оставя властта в ръцете на най-малкото зло, Токугава Иеясу. Това коства живота му, убит е от „верният“ си слуга, който се хвали, че е убил великият Гоемон.

## В ролите
- Йосуке Егучи / Ишикава Гоемон
- Такао Осава / Киригакуре Сайзо
- Рьоко Хиросуе / Чача Асаи
- Джун Канаме / Мицунари Ишида
- Гори / Сарутоби Сасуке
- Микиджиро Хира / Сен Рикю
- Масато Ибу / Токугава Иеясу
- Хашиносуке Накамура / Ода Нобунага
- Ейджи Окуда / Тойотоми Хидейоши
- Сусуми Тараджима / Хатори Ханзо

## Премиера
| Държава  | Дата          | Разпространител  |
| -------- | ------------- | ---------------- |
| Япония   | 1 май 2009 г. | Shochiku Co. Ltd |
| САЩ      | 2009 г.       | Warner Bros.     |
| България | ?             | ?                |

## Саундтрак
Саундтракът на филма „Гоемон“ е пуснат за продажба в Япония на 22 април 2009 г. от Columbia Music Entertainment. Музиката е композирана от Акихико Мацумото.